# Саламандра гребениста
Саламандра гребениста (Bolitoglossa colonnea) — вид земноводних з роду Bolitoglossa родини Безлегеневі саламандри.

## Опис
Загальна довжина становить 10—13 см. Спостерігається статевий диморфізм: самиці більші за самців. В останніх хвіст довше. Голова звужена. між очей проходять м'ясисті гребені. Звідси походить назва цієї саламандри. З боків морди виступають шипики. Тулуб відносно короткий. Кінцівки відносно невеликі, проте міцні. Пальці наділені перетинками.
Здатна змінювати забарвлення: вдень строкатого темно-коричневого або чорного кольору, вночі — жовто-коричневого, іноді з дрібними темними плямами.

## Спосіб життя
Полюбляє тропічні та субтропічні вологі ліси. Зустрічається на висоті 40—1250 м над рівнем моря. Веде нічний спосіб життя. Тримається на низькій рослинності на висоті близько 1 м над землею, іноді трапляється на землі в опалому листі. Живиться дрібними членистоногими.
Ця саламандра здатна розмножаться цілий рік. Самиця відкладає до 10 яєць у сирих місцях.

## Поширення
Поширена у південно-західної Коста-Риці та Центральній Панамі.